# Cethosia atia
Cethosia atia är en fjärilsart som beskrevs av Hans Fruhstorfer 1904/05. Cethosia atia ingår i släktet Cethosia och familjen praktfjärilar. Inga underarter finns listade i Catalogue of Life.